# David Walker (abolicjonista)
David Walker (zm. 28 czerwca 1830) – amerykański czarnoskóry abolicjonista, który domagał się natychmiastowego zniesienia niewolnictwa w Stanach Zjednoczonych. W roku 1829 w Bostonie napisał Odezwę do kolorowych obywateli świata (z ang. Appeal to the Coloured Citizens of the World), w której wzywał czarnoskórych do zjednoczenia się oraz sprzeciwienia się opresji oraz niesprawiedliwości białym.
Historycy oraz znawcy wyzwolenia czarnych uważają Odezwę za wpływowy dokument XIX wieku pod względem politycznym oraz społecznym, pomimo że wpływ Walkera na zniesienie niewolnictwa był przeważnie ignorowany aż do 2. połowy XX wieku. Walker wywarł bardzo radykalny wpływ na członków ruchu abolicjonistycznego oraz zainspirował pokolenie czarnoskórych przywódców oraz aktywistów obu ras.